# Herselt
Herselt is een gemeente in de Belgische provincie Antwerpen. De gemeente telt ruim 14.000 inwoners. Herselt maakt deel uit van het kieskanton en het gerechtelijk kanton Westerlo.

## Geografie

### Deelgemeenten
| # | Naam    | Opp. (km²) | Inwoners (2020) | Inwoners per km² | NIS-code |
| - | ------- | ---------- | --------------- | ---------------- | -------- |
| 1 | Herselt | 40,41      | 10.087          | 250              | 13013A   |
| 2 | Ramsel  | 11,97      | 4.433           | 370              | 13013B   |

In de gemeente liggen nog de gehuchten Blauberg, Bergom en Varenwinkel.

### Hydrografie
De Grote Nete vormt de noordelijke grens van de gemeente.

## Bezienswaardigheden
- De Sint-Servatiuskerk

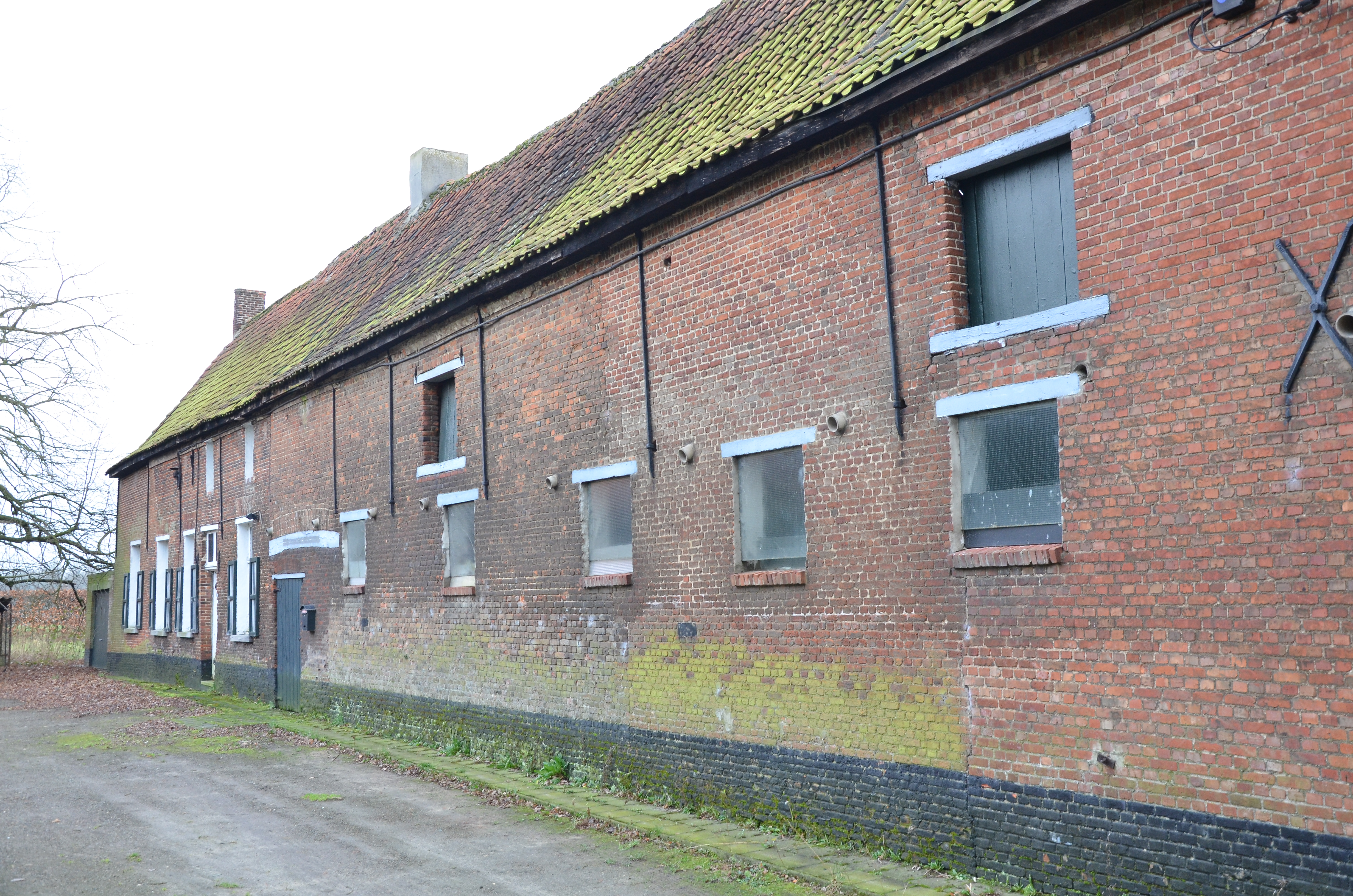
Dennenboshoeve in Herselt

- De pastorie, gaat in kern terug tot 1499, en werd de volgende eeuwen meermaals aangepast
- De Sint-Odradakapel
- De Sint-Servatiuskapel
- Een kleine wegkapel in het gehuchtje Hooilaar is als monument beschermd.
- De 18de-eeuwse hoeve aan de Molenvloed, met een bewaarde typische Kempische schuur.
- De hoeve aan de Oude Baan, met een Kempische langschuur
- Het "Engels kapelleke" uit 1883

## Natuur en landschap
Herselt ligt aan de Grote Nete. Het hoogste punt is 35 meter, op een heuvelrug die ook de Molenberg omvat en gelegen is iets ten zuiden van de kom.
Ongeveer 1400 ha van Herselt bestaat uit beboste oppervlakte. Dit is ongeveer 1/4 van de totale oppervlakte. Herselt omvat dan ook verschillende grote bosrijke gebieden: Hertberg, Varenbroek, Helschot en de Langdonken.

## Demografie

### Demografische ontwikkeling voor de fusie
- Bronnen:NIS, Opm:1806 tot en met 1970=volkstellingen; 1976 = inwoneraantal op 31 december
- 1866: Afsplitsing van Ramsel als zelfstandige gemeente in 1866

### Demografische ontwikkeling van de fusiegemeente
Alle historische gegevens hebben betrekking op de huidige gemeente, inclusief deelgemeenten, zoals ontstaan na de fusie van 1 januari 1977.
- Bronnen:NIS, Opm:1806 tot en met 1981=volkstellingen; 1990 en later= inwonertal op 1 januari

| Inwoners van jaar tot jaar op 1 januari 1992 tot heden | Inwoners van jaar tot jaar op 1 januari 1992 tot heden | Inwoners van jaar tot jaar op 1 januari 1992 tot heden |
| jaar                                                   | Aantal                                                 | Evolutie: 1992=index 100                               |
| ------------------------------------------------------ | ------------------------------------------------------ | ------------------------------------------------------ |
| 1992                                                   | 12.841                                                 | 100,0                                                  |
| 1993                                                   | 12.909                                                 | 100,5                                                  |
| 1994                                                   | 12.989                                                 | 101,2                                                  |
| 1995                                                   | 13.051                                                 | 101,6                                                  |
| 1996                                                   | 13.117                                                 | 102,1                                                  |
| 1997                                                   | 13.282                                                 | 103,4                                                  |
| 1998                                                   | 13.429                                                 | 104,6                                                  |
| 1999                                                   | 13.594                                                 | 105,9                                                  |
| 2000                                                   | 13.632                                                 | 106,2                                                  |
| 2001                                                   | 13.653                                                 | 106,3                                                  |
| 2002                                                   | 13.581                                                 | 105,8                                                  |
| 2003                                                   | 13.553                                                 | 105,5                                                  |
| 2004                                                   | 13.613                                                 | 106,0                                                  |
| 2005                                                   | 13.732                                                 | 106,9                                                  |
| 2006                                                   | 13.836                                                 | 107,7                                                  |
| 2007                                                   | 13.929                                                 | 108,5                                                  |
| 2008                                                   | 14.109                                                 | 109,9                                                  |
| 2009                                                   | 14.267                                                 | 111,1                                                  |
| 2010                                                   | 14.247                                                 | 110,9                                                  |
| 2011                                                   | 14.386                                                 | 112,0                                                  |
| 2012                                                   | 14.399                                                 | 112,1                                                  |
| 2013                                                   | 14.396                                                 | 112,1                                                  |
| 2014                                                   | 14.439                                                 | 112,4                                                  |
| 2015                                                   | 14.516                                                 | 113,0                                                  |
| 2016                                                   | 14.491                                                 | 112,8                                                  |
| 2017                                                   | 14.408                                                 | 112,2                                                  |
| 2018                                                   | 14.537                                                 | 113,2                                                  |
| 2019                                                   | 14.523                                                 | 113,1                                                  |
| 2020                                                   | 14.521                                                 | 113,1                                                  |
| 2021                                                   | 14.649                                                 | 114,1                                                  |
| 2022                                                   | 14.731                                                 | 114,7                                                  |
| 2023                                                   | 14.805                                                 | 115,3                                                  |
| 2024                                                   | 14.838                                                 | 115,6                                                  |
| 2025                                                   | 14.829                                                 | 115,5                                                  |

## Politiek

### Structuur
De gemeente Herselt maakt deel uit van het kieskanton Herentals, gelegen in het provinciedistrict Herentals, het kiesarrondissement Mechelen-Turnhout en ten slotte de kieskring Antwerpen.
| Herselt          | Herselt          | Supranationaal         | Nationaal                         | Nationaal           | Gemeenschap         | Gewest              | Provincie           | Arrondissement    | Provinciedistrict | Kanton          | Gemeente        |
| ---------------- | ---------------- | ---------------------- | --------------------------------- | ------------------- | ------------------- | ------------------- | ------------------- | ----------------- | ----------------- | --------------- | --------------- |
| Administratief   | Niveau           | Europese Unie          | België                            | België              | Vlaanderen          | Vlaanderen          | Antwerpen           | Turnhout          | Turnhout          | Turnhout        | Herselt         |
| Administratief   | Bestuur          | Europese Commissie     | Belgische regering                | Belgische regering  | Vlaamse regering    | Vlaamse regering    | Deputatie           | Deputatie         | Deputatie         | Deputatie       | Gemeentebestuur |
| Administratief   | Raad             | Europees Parlement     | Kamer van volksvertegenwoordigers | Vlaams Parlement    | Vlaams Parlement    | Vlaams Parlement    | Provincieraad       | Provincieraad     | Provincieraad     | Provincieraad   | Gemeenteraad    |
| Kiesomschrijving | Kiesomschrijving | Nederlands Kiescollege | Kieskring Antwerpen               | Kieskring Antwerpen | Kieskring Antwerpen | Kieskring Antwerpen | Kieskring Antwerpen | Mechelen-Turnhout | Herentals         | Westerlo        | Herselt         |
| Verkiezing       | Verkiezing       | Europese               | Federale                          | Federale            | Vlaamse             | Vlaamse             | Provincieraads-     | Provincieraads-   | Provincieraads-   | Provincieraads- | Gemeenteraads-  |

### Geschiedenis

#### Burgemeesters
| Tijdspanne | Tijdspanne   | Burgemeester                           | Opmerking   |
| ---------- | ------------ | -------------------------------------- | ----------- |
|            | 1800 - 1807  | Jean François Huygens                  |             |
|            | 1807 - 1814  | Maximilien Baur                        |             |
|            | 1814 - 1836  | Jan Baptist Joseph Vandenbulck         |             |
|            | 1836 - 1860  | Jan Frans Verbist                      |             |
|            | 1861 - 1866  | Joannes Franciscus Van Uytsel          |             |
|            | 1867         | Jacobus Philippus Celen                | Dienstdoend |
|            | 1867 - 1882  | Joannes Baptista Verlinden             |             |
|            | 1882 - 1908  | Ludovicus Peeters                      |             |
|            | 1908 - 1916  | Adrianus Franciscus Verlinden          |             |
|            | 1916 - 1919  | Jan Jozef Verbiest                     | Dienstdoend |
|            | 1919 - 1939  | Albert Isidoor Witvrouwen              |             |
|            | 1939 - 1943  | Jozef Verhaert                         |             |
|            | 1943 - 1944  | René Slaets (oorlogsburgemeester, VNV) |             |
|            | 1944 - 1953  | Jozef Verhaert                         |             |
|            | 1953 - 1959  | Frans Vanluyten                        |             |
|            | 1959 - 1965  | Emiel Peeters                          |             |
|            | 1965 - 1988  | Juul Peeters (LJP)                     |             |
|            | 1988         | Clement Aerts (VAP)                    |             |
|            | 1989 - 2018  | Luc Peetermans (CVP / CD&V)            |             |
|            | 2019 - 2024  | Peter Keymeulen (N-VA)                 |             |
|            | 2024 - heden | Luc Peetermans (CD&V)                  |             |

#### Legislatuur 1989 - 1994
De LJP ging deels op in de CVP. Voormalig VAP-er Clement Aerts trok de nieuwe kieslijst KARTEL.

#### Legislatuur 2013 - 2018
Oppositiepartij OK maakte in de aanloop naar de verkiezingen van 2012 bekend niet opnieuw een kieslijst in te dienen. De mandatarissen zetelden de resterende termijn als onafhankelijke. Raadsleden Wendy Tubbax en Kris Bloemmen maakten vervolgens de overstap naar de CD&V. In 2010 hadden gemeenteraadslid Clement Aerts en OCMW-raadslid Maria Vander Auwera de partij reeds verlaten na een intern dispuut. Burgemeester is Luc Peetermans van de CD&V. Deze partij heeft de meerderheid met 12 op 23 zetels.

#### Legislatuur 2019-2024
Na de lokale gemeenteraadsverkiezingen van oktober 2018 werd er een coalitie gesloten tussen N-VA en MENSEN MET MENSEN, samen hadden ze een meerderheid van 12 op 23 zetels. Burgemeester werd Peter Keymeulen (N-VA).

#### Legislatuur 2024-2030
Na de verkiezingen van oktober 2024 werd een coalitie gesloten tussen CD&V+2230 en N-VA, die beschikken over een meerderheid van 19 op 23 zetels. Luc Peetermans (CD&V) werd na zes jaar oppositie opnieuw burgemeester.

#### Resultaten gemeenteraadsverkiezingen sinds 1976
| Partij of kartel     | Partij of kartel                        | 10-10-1976 | 10-10-1976 | 10-10-1982 | 10-10-1982 | 9-10-1988 | 9-10-1988 | 9-10-1994 | 9-10-1994 | 8-10-2000 | 8-10-2000 | 8-10-2006 | 8-10-2006 | 14-10-2012 | 14-10-2012 | 14-10-2018 | 14-10-2018 | 13-10-2024 | 13-10-2024 |
| Stemmen / Zetels     | Stemmen / Zetels                        | %          | 21         | %          | 21         | %         | 21        | %         | 23        | %         | 23        | %         | 23        | %          | 23         | %          | 23         | %          | 23         |
| -------------------- | --------------------------------------- | ---------- | ---------- | ---------- | ---------- | --------- | --------- | --------- | --------- | --------- | --------- | --------- | --------- | ---------- | ---------- | ---------- | ---------- | ---------- | ---------- |
|                      | PVDA1/ PVDA+2                           | -          |            | -          |            | -         |           | -         |           | 1,841     | 0         | 1,962     | 0         | 1,912      | 0          | 2,91       | 0          | -          |            |
|                      | SP1/ sp.a2/ Vooruit3/ Groen-VooruitA    | 7,911      | 1          | 10,681     | 1          | 10,441    | 1         | 8,441     | 1         | 8,111     | 1         | 11,302    | 2         | 9,282      | 1          | 4,02       | 0          | 6,0A       | 0          |
|                      | Agalev1/ Groen Herselt2/ Groen-VooruitA | -          |            | -          |            | 5,371     | 0         | 6,811     | 1         | 9,041     | 1         | -         |           | -          |            | 7,02       | 1          | 6,0A       | 0          |
|                      | CVP1/ CD&V2/ CD&V+22303                 | 43,691     | 10         | 36,191     | 9          | 471       | 11        | 49,211    | 14        | 51,081    | 15        | 53,412    | 14        | 41,582     | 12         | 37,73      | 10         | 38,33      | 10         |
|                      | VLD1/ Open Vld2                         | -          |            | -          |            | -         |           | 5,471     | 0         | 9,051     | 1         | 11,101    | 2         | 5,872      | 0          | -          |            | -          |            |
|                      | N-VA                                    | -          |            | -          |            | -         |           | -         |           | -         |           | -         |           | 33,88      | 9          | 29,5       | 8          | 33,2       | 9          |
|                      | MENSEN MET MENSEN                       | -          |            | -          |            | -         |           | -         |           | -         |           | -         |           | -          |            | 18,8       | 4          | 9,8        | 2          |
|                      | Vlaams Belang                           | -          |            | -          |            | -         |           | -         |           | -         |           | -         |           | 7,49       | 1          | -          |            | 12,7       | 2          |
|                      | VAP1/ KARTEL2/ O.K.3                    | -          |            | 20,821     | 4          | 37,192    | 9         | 27,022    | 7         | 20,892    | 5         | 22,243    | 5         | -          |            | -          |            | -          |            |
|                      | SWA                                     | -          |            | -          |            | -         |           | 3,04      | 0         | -         |           | -         |           | -          |            | -          |            | -          |            |
|                      | LJP                                     | -          |            | 32,3       | 7          | -         |           | -         |           | -         |           | -         |           | -          |            | -          |            | -          |            |
|                      | LOB                                     | 9,31       | 1          | -          |            | -         |           | -         |           | -         |           | -         |           | -          |            | -          |            | -          |            |
|                      | NAP                                     | 39,09      | 9          | -          |            | -         |           | -         |           | -         |           | -         |           | -          |            | -          |            | -          |            |
| Totaal stemmen       | Totaal stemmen                          | 7687       | 7687       | 8492       | 8492       | 9368      | 9368      | 9689      | 9689      | 10173     | 10173     | 10560     | 10560     | 10636      | 10636      | 10792      | 10792      | 7431       | 7431       |
| Opkomst %            | Opkomst %                               |            |            |            |            | 96,07     | 96,07     | 95,13     | 95,13     | 93,67     | 93,67     | 94,18     | 94,18     | 91,85      | 91,85      | 92,2       | 92,2       | 62,5       | 62,5       |
| Blanco en ongeldig % | Blanco en ongeldig %                    | 3,29       | 3,29       | 5,22       | 5,22       | 5,18      | 5,18      | 4,39      | 4,39      | 5,93      | 5,93      | 6,71      | 6,71      | 3,51       | 3,51       | 4,9        | 4,9        | 0,4        | 0,4        |

De rode cijfers naast de gegevens duiden aan onder welke naam de partijen telkens bij een verkiezing opkwamen.

De zetels van de gevormde meerderheid staan vetjes afgedrukt

## Cultuur
Op Hemelvaartsdag vindt in Ramsel de Ramsel kruiwagenkoers plaats.

## Religie en levensbeschouwing
De katholieke parochies van Herselt maken deel uit van de pastorale eenheid Heiligen Prisca en Aquila die op haar beurt deel uitmaakt van het dekenaat Zuiderkempen in het Bisdom Antwerpen.

## Bekende personen uit Herselt
- Richard Van den Berghe (1895-1969), acteur en circusartiest
- Louis Van Dyck (1924-2011), politicus
- André Vlayen (1931-2017), wielrenner
- Leonard Van Baelen (1932-2007), pater en missionaris
- Erwin Vandenbergh (1959), voetballer
- Maurice Engelen (1959), artiest en DJ
- Luc Peetermans (1964), politicus
- Kathleen Helsen (1965), politicus
- Stein Huysegems (1982), voetballer
- Daan Dierckx (2003), voetballer

## Nabijgelegen kernen
Westmeerbeek, Ramsel, Zoerle-Parwijs, Bergom, Blauberg

## Externe links

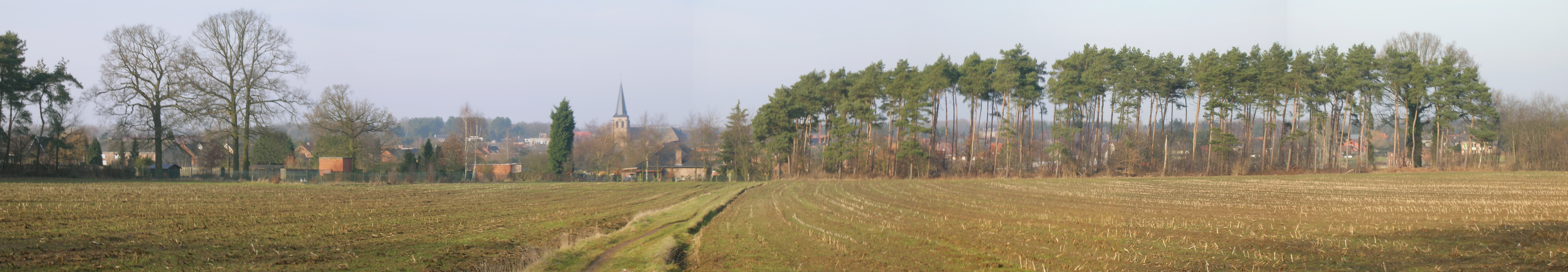
Zicht op Herselt